# Chapmore End
Chapmore End – wieś w Anglii, w hrabstwie Hertfordshire, w dystrykcie East Hertfordshire. Leży 5 km na północ od miasta Hertford i 37 km na północ od centrum Londynu.